# Commandos 3: HD Remaster
Commandos 3: HD Remaster è un videogioco di strategia in tempo reale sviluppato da Raylight Games e pubblicato da Kalypso Media. È una versione rimasterizzata del titolo originale Commandos 3: Destination Berlin, sviluppato da Pyro Studios e uscito nel 2003. Il remaster è stato pubblicato il 30 agosto 2022 per Microsoft Windows, PlayStation 4, Xbox One, e Nintendo Switch, ed è compatibile anche con PlayStation 5 e Xbox Series X/S tramite retrocompatibilità.

## Caratteristiche
Commandos 3: HD Remaster presenta una grafica completamente aggiornata in alta definizione, con texture migliorate, modelli dei personaggi rielaborati, e interfaccia utente ottimizzata per dispositivi moderni. Il gioco include anche un sistema di controllo rivisto e supporto per il salvataggio rapido, oltre a nuove funzionalità di accessibilità e qualità della vita rispetto all’originale.
Il titolo mantiene la classica impostazione strategica in tempo reale, ambientata durante la Seconda guerra mondiale, in cui i giocatori comandano un’unità d’élite di commandos in missioni tattiche dietro le linee nemiche. Le missioni si svolgono in tre grandi teatri di guerra: l'Europa Centrale, Stalingrado e la Normandia.
Il gameplay enfatizza l'approccio furtivo, la pianificazione strategica e la coordinazione tra i diversi personaggi, ognuno con abilità uniche, tra cui il Berretto Verde, lo Spione, il Cecchino, il Sommozzatore, l’Esperto di Esplosivi e il Ladro.

## Modalità di gioco
La remaster include sia la modalità campagna singolo giocatore che il multigiocatore online, che consente sfide cooperative o competitive tra utenti. La campagna è suddivisa in tre atti principali, per un totale di circa 12 missioni principali, con diversi obiettivi e livelli di difficoltà.

## Accoglienza
La remaster ha ricevuto recensioni miste da parte della critica e dei fan della serie. Se da un lato è stata apprezzata per la fedeltà all’esperienza originale e l’aggiornamento grafico, dall’altro alcuni hanno criticato la mancanza di innovazioni significative nel gameplay e la presenza di bug tecnici al lancio. Tuttavia, è stata considerata un'opportunità positiva per reintrodurre la serie a una nuova generazione di giocatori.

## Collegamenti con la serie
- Commandos 3: HD Remaster è parte della celebre serie Commandos, che comprende anche:
- Commandos: Behind Enemy Lines (1998)
- Commandos: Beyond the Call of Duty (1999)
- Commandos 2: Men of Courage (2001)
- Commandos 3: Destination Berlin (2003)
- Commandos: Strike Force (2006)

La remaster è stata annunciata nel contesto del rinnovato interesse di Kalypso Media per il franchise, che include anche lo sviluppo di un nuovo capitolo inedito.